# Byron Cherry
Byron Cherry (Atlanta, 17 aprile 1955) è un attore statunitense, noto soprattutto per aver partecipato alla serie televisiva Hazzard, quinta stagione, nel ruolo di Coy Duke.

## Filmografia parziale
- La signora in giallo (Murder, She Wrote) – serie TV, episodio 1x04 (1984)